# Gaspard Thémistocle Lestiboudois
Pour les articles homonymes, voir Lestiboudois.
Gaspard Thémistocle Lestiboudois (déclaré Gaspar), né le 12 août 1797 à Lille (Flandre française) et mort le 22 novembre 1876 à Paris, est un médecin, un botaniste et un homme politique français.

## Biographie
Il est le fils du botaniste François-Joseph Lestiboudois (?-1815) et petit-fils de Jean-Baptiste Lestiboudois (1715-1804), professeur de botanique à la faculté des sciences de Lille.
Il obtient son titre de docteur en médecine en 1818 à Paris. Il se rend en Algérie pour y étudier l’épidémie de peste de 1835. Passager du train sur le chemin de fer du Nord lors du terrible accident de Rœux, il participe aux premiers soins aux victimes, malgré ses propres blessures. Il présente à la Faculté des sciences de Paris une thèse de botanique en 1848 sur la phyllotaxie anatomique.
Il est député du Nord de 1839 à 1848, siégeant dans l'opposition de gauche à la monarchie de Juillet, puis de 1849 à 1851, siégeant à droite.

## Distinctions
- Commandeur de la Légion d'honneur par décret du 14 août 1868[2].